# Точка следования
Точка следования (англ. sequence point) — в программировании любая точка программы, в которой гарантируется, что все побочные эффекты предыдущих вычислений уже проявились, а побочные эффекты последующих ещё отсутствуют.
Точки следования часто упоминают, когда речь идёт о языках C и C++. В этих языках можно записать выражение, порядок вычисления подвыражений которого не определён стандартами и влияет на результат. Добавление одной или нескольких точек следования позволяет гарантировать порядок вычисления в некоторых случаях.
Стоит заметить, что подход к упорядочению процесса вычисления выражений на основе точек следования изначально достаточно хорошо отвечал потребностям языка C, но не являлся адекватным для языка C++, в котором был существенно расширен набор операторов, возвращающих lvalue-результаты. А с появлением необходимости языковой поддержки многопоточности в языках C и C++ от упорядочения на основе точек следования пришлось отказаться полностью. Современные спецификации языков C и C++ описывают упорядочение процесса вычисления выражений через отношения упорядочено до (sequenced before) и упорядочено после (sequenced after). Начиная со стандарта C++11, в языке C++ больше не существует понятия точки следования. В языке С понятие точки следования сохранилось по сей день, но, начиная со стандарта C11, не как фундаментальная концепция, а лишь как комбинация отношений упорядочено до и упорядочено после.
Стандарт C++11, а также последующие стандарты C++14 и C++17 внесли в операторы языка C++ большое количество дополнительных упорядочений на основе новой модели, что привело к тому, что многие выражения, поведение которых являлось неопределенным в C++98, получили вполне определённое поведение в современном C++. На сегодняшний день строгость упорядочения процесса вычисления выражений в языке C++ существенно превосходит таковую в языке C.

## Примеры неоднозначности в языках C и C++
При наличии неоднозначностей стандарты языков C и C++:
1. указывают несколько допустимых поведений из числа возможных (см. неуточняемое поведение);
2. указывают единственно допустимое поведение из числа возможных либо
3. явно указывают, что поведение не определено (см. неопределённое поведение).

Пример 1. Неуточняемое поведение.
```
g
()
 
+
 
f
()

```

Оператор «+» не является точкой следования, поэтому неизвестно, какая из функций будет вызвана первой: f() или g(). Поведение зависит от реализации компилятора.
Пример 2. Единственно допустимое поведение.
```
f
(),
 
g
()

```

Оператор «,» является точкой следования, поэтому порядок вычисления гарантируется стандартом и известен заранее (слева направо):
- сначала вычисляется левый операнд: вызывается функция f();
- затем — правый: вызывается функция g().

Пример 3. Неопределённое поведение.
```
i
 
=
 
++
i
 
+
 
i
++

```

С точки зрения языка C указанное выражение содержит множественные модификации переменной i, не упорядоченные относительно друг друга. Поведение данного выражения не определено (в то же время с точки зрения современного языка C++, который существенно более строго упорядочивает процесс вычисления оператора присваивания, поведение этого выражения полностью определено).

## Точки следования в языках C и C++
В оригинальных стандартах языков C и C++ были определены следующие точки следования:
- точки следования для операторов «&&», «||» и «,». Эти операторы гарантированно вычисляются слева направо, если не перегружены. Пример. В выражении «*p++ != 0 && *q++ != 0» сначала вычисляется левый операнд («*p++ != 0»); результат приводится к типу bool и сравнивается с true; если равен true, вычисляется правый операнд («*q++ != 0»), иначе возвращается false;

- точка следования для тернарного оператора «?:». 1-й операнд вычисляется первым; затем располагается точка следования; 2-й операнд вычисляется только, если 1-й операнд равен true; 3-й операнд вычисляется только, если 1-й операнд равен false. Пример. В выражении «a == (*p++) ? (*p++) : 0» сначала выполняется 1-й операнд («*p++»; переменная p увеличивается на 1); результат вычисления приводится к типу bool и сравнивается с true; если равен true, выполняется 2-й операнд («(*p++)»), иначе — 3-й («0»);

- точки следования в выражениях:
  - на месте символа «;» в выражениях, являющихся отдельными инструкциями. Например, в выражении «a = b;» точка следования вставляется вместо «;»;
  - в конце выражения, записанного после ключевого слова return; а точнее, на момент, когда возвращаемое значение будет скопировано в контекст вызывающей функции. Эта точка следования явно описана только в стандарте C++;
  - в конце выражений, записанных в круглых скобках после ключевых слов if, switch, while (включая while в конструкции do-while);
  - в концах каждого из трёх выражений для цикла for;

- перед вызовом функции. Порядок вычисления аргументов функции не определён. Точка следования гарантирует, что все аргументы будут вычислены до вызова функции. Пример. Рассмотрим выражение «f( i++ ) + g( j++ ) + h( k++ )». Сначала создаётся временная переменная со значением, равным значению переменной i; затем для переменной i(не для временной) вызывается оператор «постфиксный ++»; наконец, вызывается функция f() с временной переменной в качестве аргумента. Сказанное справедливо для переменных j, k и функций g(), h() соответственно. При этом из-за отсутствия точки следования у оператора «+» порядок вызова функций f(), g() и h() не определён. Следовательно, не определён и порядок вызова операторов «постфиксный ++» для переменных i, j и k. То есть при выполнении функции f() не известно, были ли вызваны операторы «постфиксный ++» для переменных j и k. Пример. Рассмотрим выражение «f( a, b, c )». Запятая между аргументами функции не является оператором «запятая» и не гарантирует порядка вычисления значений аргументов. Порядок вычисления значений аргументов функции не стандартизован и зависит от реализации компилятора;

- в объявлении с инициализацией на момент завершения вычисления инициализирующего значения. Пример. Рассмотрим выражение «int a = ( 1 + i++ );». Точка следования вставляется после вычисления выражения «( 1 + i++ )»;

- перед вызовом перегруженного оператора в языке C++. Точка следования гарантирует вычисление значений аргументов оператора (как и обычной функции) до его вызова.